# Gustav Lechner
Gustav Lechner (Osijek, 17. veljače 1913. – Zagreb, 5. veljače 1987.) bio je hrvatski nogometaš i trener. Diplomirani pravnik.

## Igračka karijera

### Klupska karijera
Počeo je u rodnom Osijeku u Slaviji, gdje je igrao 4 godine, kada prelazi u beogradski BSK, s kojim je osvojio 3 državna prvenstva Kraljevine Jugoslavije, 1965., 1936. i 1939.
Godine 1941. seli u Zagreb i nastupa za Građanski Zagreb sve do završetka rata 1945. godine, kada se vraća u rodni Osijek u Proleter gdje zaključuje igrački karijeru 1949. godine.

### Reprezentativna karijera
Nastupio 44 puta u "A" i 1 put u "B" reprezentaciju Kraljevine Jugoslavije, 26 puta za reprezentaciju BLP (Beogradskog loptačkog podsaveza) i 15 puta za momčad ZNP (Zagrebačkog nogometnog podsaveza).
Za hrvatsku nogometnu reprezentaciju nastupio je 11 puta, od 1941. do 1944. godine.

## Trenerska karijera
Nakon završetka aktivne igračke karijere počela je njegova trenerska karijera za vrijeme koje je trenirao u 8 različitih klubova, a sa zagrebačkim Dinamom osvojio je prvenstvo Jugoslavije 1958. godine.

## Zanimljivosti
Diplomirani je pravnik, ali se bavio isključivo nogometom.